# 파섹
파섹(영어: parsec, 기호: pc)은 태양계 외부의 천체를 관측하기 위해 천문학에서 사용하는 길이의 단위이다. 처음에는 지구의 공전에 의해 발생하는 연주시차를 사용하여 어떤 천체를 약 6개월의 시차를 두고 관찰하였을 때 1 초의 각거리를 보이는 것을 1 pc으로 정의하였으나, 2015년 국제천문연맹은 ⁠648000/π⁠ AU로 재정의하였다. 이 정의에 따라 미터법으로 환산하면 1 파섹은 30,856,775,814,913,673 m 이고 약 3.26156 광년이 된다.
파섹은 "parallax of one arc second"(1초의 시차)의 줄임말로 1913년 영국의 천문학자 허버트 홀 터너가 제안하였다. 파섹은 인류가 거리를 측정하기 위해 만든 단위 가운데 가장 길다. 대중과학은 별 사이의 거리를 가리킬 때 광년을 더 많이 사용하지만, 파섹은 직접 측정이 가능하기 때문에 천문학에서 우주 거리 사다리의 중요한 단위 가운데 하나이다. 우리 은하는 원반의 크기가 약 3만 파섹, 은하헤일로의 크기는 25만 파섹 가량이다. 한편 연주시차 측정이 사실상 불가능한 우리 은하를 벗어난 천체는 표준촉광과 같은 간접적인 거리 측정이 사용된다.

## 역사
삼각측량법에 의해 한 변의 길이와 그에 접한 두 각의 크기를 알면 거리를 측정할 수 있다. 삼각측량법은 오래 전부터 지구상의 거리 측정에 사용되어 지도의 제작 탄착점의 예측 등에 사용되었다. 천문학에서 최초의 삼각측량은 에라토스테네스의 지구 둘레 계산을 들 수 있다. 그는 지역에 따라 하지 정오의 그림자 길이가 다르다는 사실을 근거로 지구 둘레를 계산하여 25만 스타디아(약 40,234 km)로 계산하였다. 1790년 제안된 미터법은 제정 당시 지구의 자오선 둘레를 4만 km로 정의한 값이기 때문에 에라토스테네스의 계산은 당시의 측정 기술을 생각하면 매우 정확한 값이라 할 수 있다.
태양과 지구 사이의 거리를 기준으로 하는 천문단위 역시 삼각측량을 통해 계산할 수 있고 고대 그리스 시기부터 많은 계산이 있었다. 실제 지구의 궤도는 타원으로 매 시점마다 태양과 지구 사이의 거리가 변하기 때문에 천문단위는 궤도의 평균값을 사용한다. 천문단위의 값은 여러 차례 수정되었으며 2013년 이후 오늘날 사용되는 값은 149,597,870,700 m이다.
태양과 지구 사이의 거리를 알면 이를 바탕으로 태양계 외부의 별과의 거리도 알 수 있다. 연필을 눈 가까이 들고 오른쪽 눈과 왼쪽 눈을 번갈아 감아 한쪽 눈으로만 볼 때 연필의 위치가 달리 보이는 것처럼, 보다 멀리 떨어진 별들은 마치 배경과 같이 거의 변화가 없을 테지만 그 보다 앞에 놓인 가까운 별은 계절에 따라 위치가 달리 보이는 연주시차를 갖기 때문이다. 연주시차에 따른 각도를 측정하면 삼각측량에 따라 그 별까지의 거리를 계산할 수 있다. 이러한 사실 역시 고대부터 잘 알려져 있었고 다양한 시도가 있었으나 관측할 수 없었다. 프톨레마이오스를 비롯한 당대의 학자들이 태양중심설을 폐기하고 지구 중심의 천동설을 지지한 것은 그들의 사고가 비합리적이었던 것이 아니라 오히려 객관적 증거에 따른 것이었다. 당시 사람들은 지구와 별 사이의 거리가 오늘날 알려진 것과 같이 그렇게 멀다고 생각할 수 없었기 때문이다.:68-75 16세기 덴마크의 천문학자 튀코 브라헤는 일생에 걸쳐 맨눈으로 관측할 수 있는 북반구의 거의 모든 천체를 기록하였고 이 과정에서도 연주시차를 확인할 수는 없었기 때문에, 결국 당시 니콜라우스 코페르니쿠스에 의해 주장된 지동설을 부정하고 말았다.:68-75 지구에서 가장 가까운 태양계 밖 항성은 센타우루스자리 프록시마로 너무 어두워 맨눈으로 관찰할 수 없고 연주시차 역시 0.768 초에 불과하여 맨눈으로 보기에는 너무 적다.

연주시차 측정의 개념

이러한 사정은 망원경의 발명으로 변화를 맞았다. 망원경은 보다 어두운 별을 보다 정확히 관찰할 수 있게 해 주었다. 1837년 프리드리히 베셀은 백조자리 61의 연주시차를 약 0.314 초로 발표하였다. 이는 오늘날 알려진 0.287 초에 비해 큰 값이지만 당시 기술로서는 놀라운 성과였다. 태양과 지구의 거리를 1 au로 정의하면 삼각측량법에 따라 연주시차 0.287 초는 3.5 파섹이 된다. 베셀의 연주시차 확인에 이어 스코틀렌드의 토머스 헨더슨과 발트 독일인이었던 프리드리히 폰 슈트루베도 백조자리 61의 연주시차를 확인하였다. 이로서 지구의 공전은 실증적으로 입증되었고 이후 많은 천문학자들이 연주시차 확인을 수행하였다. 1952년 예일 시차 목록에는 5,822개의 별들이 수록되었고, 1989년 유럽 우주국이 쏘아올린 히파르코스 위성은 4년 동안 12만 여개 별들의 시차를 관측하였다.:74-75

## 거리 계산
연주시차가 1초일 때의 거리를 1 파섹이라고 정의한다. 삼각법에 따라 1 파섹과 1 au는 다음과 같은 관계가 성립한다.
{\displaystyle {\frac {1{\text{ pc}}}{1{\text{ au}}}}={\frac {180\times 60\times 60}{\pi }}}
따라서,
{\displaystyle 1{\text{ pc}}={\frac {180\times 60\times 60\times 1{\text{ au}}}{\pi }}}
한편 1 au는 149,597,870,700 m 이므로,
{\displaystyle 1~\mathrm {pc} ={\frac {96\,939\,420\,213\,600\,000}{\pi }}~\mathrm {m} =30\,856\,775\,814\,913\,673~\mathrm {m} }
이는 아래의 그림과 같이 설명될 수 있다.
위 그림에서 S는 태양, E는 지구이고 D는 연주시차 1 초를 보이는 별이라 하면, 태양과 지구 사이의 거리 SE는 정의에 따라 1 au 이고 삼각형 SDE는 한 각의 크기가 1초 즉 1⁄3600 도인 직각삼각형이 된다. 따라서 태양에서 별까지의 거리인 SD는;
{\displaystyle {\begin{aligned}\mathrm {SD} &={\frac {\mathrm {ES} }{\tan 1''}}\\&={\frac {\mathrm {ES} }{\tan \left({\frac {1}{60\times 60}}\times {\frac {\pi }{180}}\right)}}\\&\approx {\frac {1\,\mathrm {au} }{{\frac {1}{60\times 60}}\times {\frac {\pi }{180}}}}={\frac {648\,000}{\pi }}\,\mathrm {au} \approx 206\,264.81~\mathrm {au} .\end{aligned}}}
한편 빛의 속력은 진공에서 299,792,458 m/s 이기 때문에 1 pc은 대략 3.26 광년이 된다.

## 사용
지상에 설치된 망원경의 경우 실제 측정할 수 있는 연주시차는 최대  0.01 초가 한계이다. 따라서 측정할 수 있는 거리 역시 100 파섹이 최대가 된다. 이것은 매우 큰 값이지만 거대한 우주의 크기에 비하면 한 없이 작은 값이기도 하다. 우리 은하만 하여도 30 kpc의 크기를 갖기 때문에 시차를 직접 측정하여 거리를 계산할 수 있는 별들은 우리 은하에서도 태양계와 가까운 극히 일부분일 뿐이다. 이 보단 먼 별의 거리 측정은 폭발하는 초신성의 밝기와 같은 표준촉광을 이용하여 간접적으로 계산하는 수 밖에 없다.

## 대중문화
대중과학에서는 파섹보다 광년을 더 일반적으로 사용한다. 연주시차의 개념을 설명하는 것보다 광속을 기준으로 하는 것이 더 쉽고 직관적이기 때문이다. 이러한 이유로 파섹을 비롯한 우주 거리 사다리의 다양한 방법에 의한 거리 측정은 대중에게 소개될 때 대개 광년으로 변환되어 표시된다. SF 장르의 각종 소설과 영화, 드라마에서도 파섹보다는 광년이 더 흔하게 쓰이지만, 우주대모험 1999나 스타워즈 등에서 보다 전문적인 용어의 이미지로 사용되기도 하였다. 스타워즈 오리지널 첫 편(에피소드 4)에서 한 솔로는 밀레니엄 팔콘이 12 파섹을 단숨에 주파한다고 자랑한다.

## 같이 보기
- 거리 측정 (우주론)